# NGC 4407
NGC 4407 (również NGC 4413, PGC 40705 lub UGC 7538) – galaktyka spiralna z poprzeczką (SBab), znajdująca się w gwiazdozbiorze Panny. Należy do Gromady w Pannie.
Odkrył ją William Herschel 17 kwietnia 1784 roku. Dwukrotnie obserwował ją John Herschel, jednak nie domyślił się, że to ten sam obiekt i skatalogował ją dwukrotnie, w tym obserwację z 4 maja 1829 roku z niedokładnie określoną pozycją jako nowo odkryty obiekt. John Dreyer, zestawiając New General Catalogue, tego błędu nie wyłapał i również skatalogował galaktykę dwukrotnie – obserwację Williama Herschela jako NGC 4413, a obserwację Johna Herschela z 1829 roku jako NGC 4407.